# Caetano Veloso

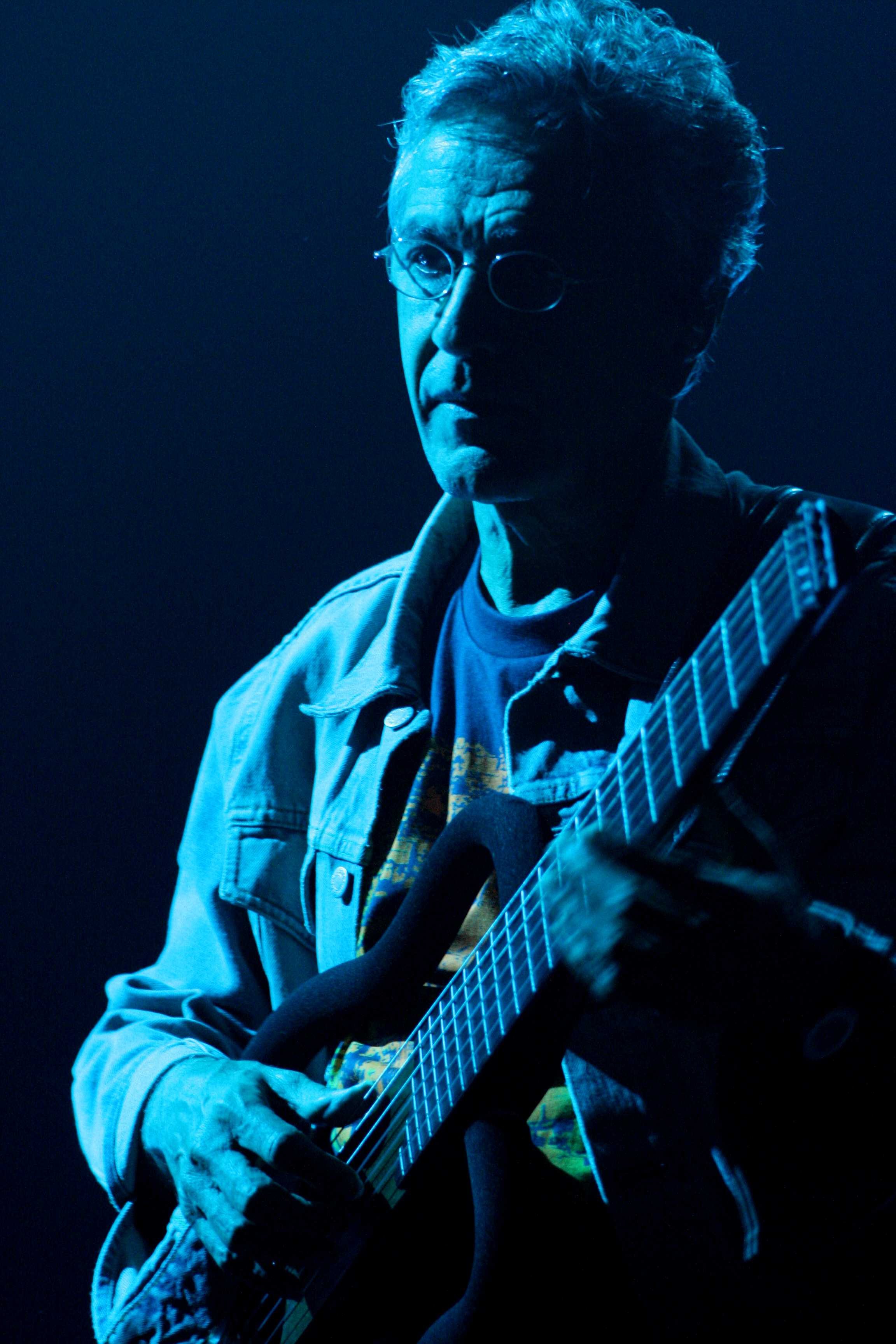
Caetano Veloso 2006

Caetano Veloso, född 7 augusti 1942 i Santo Amaro i Bahia, är en av Brasiliens mest populära och inflytelserika brasilianska kompositörer och sångare.
Han föddes i Santo Amaro da Purificação, Bahia, som den femte i en barnaskara av sju och är barn till José Telles Veloso ("Seu Zezinho") och Claudionor Vianna Telles Veloso ("Dona Canô"). Han fick namnge sin syster Maria Bethânia från en berömd sång vid denna tid skriven av Nelson Gonçalves. 
Han började sin karriär framförande bossa nova och har angivit sina största musikaliska influenser från denna tid som João Gilberto och Dorival Caymmi. (João Gilberto har senare sagt om Caetano att han "lade till en intellektuell dimension till brasiliansk populärmusik".) Men med musikaliskt samarbete med Gilberto Gil, Gal Costa, Tom Zé, och Os Mutantes, och influenser från The Beatles senare verk, utvecklades tropicalismo, vilket gjorde brasiliansk pop mer internationell, psykedelisk och socialt medveten. Veloso's politiska åsikter på vänsterkanten, ofta medvetet uttalade, gjorde honom till fiende till Brasiliens militärdiktatur. Hans sånger blev ofta censurerade och några blev bannlysta. Veloso och Gilberto Gil tillbringade flera månader i fängelse för "regeringsfientlig verksamhet" under  1968 och slutligen flyttade de till London. Caetano Velosos sånger var vid hans återkomst till Brasilien 1972 ofta inspirerade av internationella stilar men också halvt bortglömda brasilianska folkloristiska sånger och rytmer. Speciellt hans hyllande av afro-brasiliansk kultur i Bahia kan ses som föregångaren till sådana afrocentrerade grupper som Timbalada.  
Under 1980-talet växte Velosos popularitet utanför Brasilien, speciellt i Israel, Portugal, Frankrike och Afrika och 2005 är han en av världens mest respekterade artister med mer än 50 utgivna skivor inkluderande filmmusik till Pedro Almodovars Tala med henne (Hable con Ella) och Frida.
Hans första helt engelska album var A Foreign Sound (2004),  vilket innehåller  Nirvanas "Come as You Are" och kompositioner från Great American Songbook.
Den tolfte maj 2018 sjöng Veloso en duett med 2017 års Eurovision-vinnare Salvador Sobral, de sjöng den portugisiska vinnarlåten Amar Pelos Dois, skriven av Luisa Sobral.

## Diskografi
- 1967 - Domingo
- 1968 - Caetano Veloso
- 1969 - Tropicália
- 1969 - Caetano Veloso
- 1969 - Barra 69 - Caetano e Gil ao Vivo
- 1971 - Caetano Veloso
- 1972 - Transa
- 1972 - Caetano e Chico Juntos ao Vivo
- 1973 - Araçá Azul
- 1974 - Temporada de Verão ao Vivo na Bahia
- 1975 - Jóia
- 1975 - Qualquer Coisa
- 1976 - Doces Bárbaros
- 1977 - Bicho
- 1977 - Muitos Carnavais
- 1978 - Muito - Dentro da Estrela Azulada
- 1978 - Maria Bethânia e Caetano Veloso ao Vivo
- 1979 - Cinema Transcendental
- 1981 - Outras Palavras
- 1981 - Brasil
- 1982 - Cores, Nomes
- 1983 - Uns
- 1984 - Velô
- 1986 - Totalmente Demais
- 1986 - Caetano Veloso
- 1987 - Caetano Veloso
- 1989 - Estrangeiro
- 1991 - Circuladô
- 1992 - Circuladô ao Vivo
- 1993 - Tropicália 2
- 1994 - Fina Estampa
- 1994 - Fina Estampa ao Vivo
- 1996 - Tieta do Agreste
- 1997 - Livro
- 1999 - Prenda Minha
- 1999 - Omaggio a Federico e Giulieta ao Vivo
- 2000 - Noites do Norte
- 2001 - Noites do Norte ao Vivo
- 2002 - Eu Não Peço Desculpa
- 2002 - Todo Caetano (caixa com 40 CDs)
- 2004 - A Foreign Sound